# Stortjärnen (Anundsjö socken, Ångermanland, 708167-159249)
Stortjärnen är en sjö i Örnsköldsviks kommun i Ångermanland och ingår i Moälvens huvudavrinningsområde. Sjön är 5,5 meter djup, har en yta på 0,02 kvadratkilometer och befinner sig 357,3 meter över havet.